# Alfredo Tropa
Alfredo Ricardo Rezende Tropa (* 29. März 1939 in Porto; † 5. Juli 2020) war ein portugiesischer Filmregisseur.

## Leben und Wirken
Tropa studierte ab 1958 an der Universität Coimbra und zog dann nach Paris, wo er am Institut des hautes études cinématographiques  (IDHEC) 1963 sein Diplom erwarb. Als Regieassistent wirkte er bei Filmen wie Uma Abelha na Chuva ("Eine Biene im Regen") von Fernando Lopes mit; ab 1968 arbeitete er beim staatlichen Fernsehsender RTP. Hier stach besonders seine Arbeit mit Michel Giacometti bei der dokumentarischen Fernsehserie O Povo que canta ("Singendes Volk") heraus.
Nach einer ganzen Reihe von Kurzfilmen (16 Filme allein zwischen 1960 und 1970) drehte er 1970/71 seinen ersten Film in voller Länge, Pedro Só (dt.: "Nur Peter"); der Schwarzweißfilm kam 1972 in die Kinos. Der Film erhielt die Aufmerksamkeit und das überwiegende Wohlwollen der Kritik.
Mit seinem zweiten abendfüllenden Film Bárbara (1980 veröffentlicht), wieder mit Musik von Manuel Freire, fiel er dann bei Kritik und Publikum gleichermaßen durch; es blieb sein letzter Spielfilm. Er produzierte seither wieder vorrangig Dokumentationen für das Fernsehen.
Tropa war Mitbegründer des ersten portugiesischen Filmkollektivs, dem Centro Português de Cinema, einem entscheidenden Impulsgeber für den neuen portugiesischen Film (siehe hierzu: Novo Cinema). Er war verheiratet mit der Regisseurin Teresa Olga.

## Filmografie
| - 1957: Portuguese Men of the Sea - 1960: La biopsie - 1960: Inundações - 1961: Uma Nova Universidade - 1962: Os Transportes - 1963: Deligny en mai - 1964: O Inverno - 1964: Noël 1721 - 1965: Ou Inverno ou... - 1966: Num Mar de Moliço - 1968: Minuto Zero - 1969: Águas Vivas - 1970: Dois Pisos | - 1970: A Mulher e a Roda - 1972: Pedro Só - 1973: No Tempo Em Que Você Nasceu (TV-Serie) - 1975: O Povo e o Futuro - 1975: O Povo e o Barro - 1975: O Povo e a Arte - 1976: Uma Maré de Moliço - 1980: Made In - II - 1980: Ao Pensar em Electrónica - 1980: Barbara - 1984: A Vez e a Voz (TV-Serie) - 1985: O Maioral - 1989: Luísa e os Outros (TV) |